# Équipe de Finlande espoirs de football
Maillots
L'équipe de Finlande espoirs est une sélection de joueurs de moins de 21 ans au début des deux années de compétition placée sous la responsabilité de la Fédération de Finlande de football. Elle a participé à l'Euro espoirs en 2009.
Les joueurs ne doivent pas être âgés de plus de 21 ans au début de la campagne de qualifications pour les championnats d'Europe de football espoirs. Des joueurs de 23 ans ayant participé aux qualifications peuvent donc participer à cette compétition.

## Parcours au Championnat d'Europe de football espoirs
- 1978 : Non qualifié
- 1980 : Non qualifié
- 1982 : Non qualifié
- 1984 : Non qualifié
- 1986 : Non qualifié
- 1988 : Non qualifié
- 1990 : Non qualifié
- 1992 : Non qualifié
- 1994 : Non qualifié
- 1996 : Non qualifié
- 1998 : Non qualifié
- 2000 : Non qualifié
- 2002 : Non qualifié
- 2004 : Non qualifié
- 2006 : Non qualifié
- 2007 : Non qualifié
- 2009 : 4e de la phase de groupe
- 2011 : Non qualifié
- 2013 : Non qualifié
- 2015 : Non qualifié
- 2017 : Non qualifié
- 2019 : Non qualifié
- 2021 : Non qualifié
- 2023 : Non qualifié

## Palmarès
Néant

## Sélectionneurs
- Markku Kanerva

## Sélection actuelle
- Joueurs convoqués pour les éliminatoires du Championnat d'Europe de football espoirs 2023 contre l'Autriche, l'Azerbaïdjan et la Norvège les 3, 7 et 10 juin 2022[1].

| Pos | Nom                  | Date de naissance | Sélections | Buts | Club                |  |
| --- | -------------------- | ----------------- | ---------- | ---- | ------------------- |  |
| GB  | Lucas Bergström      | 5 septembre 2000  | 0          | 0    | Chelsea -23 ans     |  |
| GB  | Rasmus Leislahti     | 16 juin 2000      | 3          | 0    | FC Ilves            |  |
| GB  | Viljami Sinisalo     | 11 octobre 2001   | 13         | 0    | Aston Villa -23 ans |  |
|     |                      |                   |            |      |                     |  |
| DÉF | Taneli Hämäläinen    | 16 avril 2001     | 13         | 0    | KuPS                |  |
| DÉF | Juho Hyvärinen       | 27 mars 2002      | 16         | 0    | Inter Turku         |  |
| DÉF | Kalle Katz           | 4 janvier 2000    | 6          | 0    | FC Ilves            |  |
| DÉF | Ville Koski          | 27 janvier 2002   | 12         | 0    | FC Honka            |  |
| DÉF | Noah Nurmi           | 6 février 2001    | 4          | 0    | Inter Turku         |  |
| DÉF | Matias Rale          | 4 mars 2001       | 4          | 0    | FC Honka            |  |
| DÉF | Robin Tihi           | 16 mars 2002      | 17         | 0    | FC Ilves            |  |
| DÉF | Matias Vainionpää    | 2 octobre 2001    | 10         | 0    | SJK                 |  |
|     |                      |                   |            |      |                     |  |
| ML  | Oliver Antman        | 15 août 2001      | 10         | 2    | Nordsjælland        |  |
| ML  | Daniel Håkans        | 26 octobre 2000   | 6          | 1    | SJK                 |  |
| ML  | Pyry Hannola         | 21 octobre 2001   | 8          | 0    | SJK                 |  |
| ML  | Topi Keskinen        | 7 mars 2003       | 1          | 0    | MP                  |  |
| ML  | Juho Kilo            | 23 juin 2002      | 4          | 0    | Hambourg SV         |  |
| ML  | Adam Marhiev         | 17 mars 2002      | 7          | 0    | S.P.A.L.            |  |
| ML  | Naatan Skyttä        | 7 mai 2002        | 13         | 7    | Toulouse FC         |  |
| ML  | Julius Tauriainen    | 18 avril 2001     | 9          | 1    | SC Fribourg         |  |
| ML  | Casper Terho         | 24 juin 2003      | 6          | 0    | HJK Helsinki        |  |
| ML  | Gullbrandur Øregaard | 14 avril 2001     | 2          | 0    | KuPS                |  |
|     |                      |                   |            |      |                     |  |
| AT  | Kai Meriluoto        | 2 janvier 2003    | 2          | 0    | FC Ilves            |  |
| AT  | Agon Sadiku          | 10 mars 2003      | 2          | 1    | FC Honka            |  |